# 변재일 (법조인)

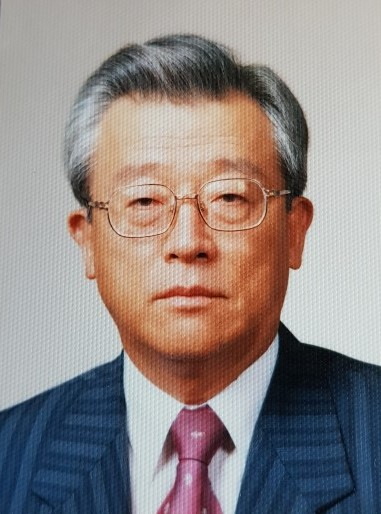
변재일부산고검장

변재일(卞在日 1940년 9월 26일 ~ 2020년 9월 23일)는 부산고등검찰청 검사장(차관급), 대검찰청 공안부장, 수원지방검찰청 검사장등을 역임한 법조인이다. 공로로 대한민국정부로부터 1994년 황조근정훈장을 수여받았다.

## 생애
본관은 초계(草溪). 초계 변씨는 영남의 명문으로 대한민국 제5대 국무총리 변영태, 조선 세종때 20년간 대제학 및 예조판서를 지난 변계량 등 많은 인물을 배출하였다. 변재일의 조상은 조선말에 난을 피하여 경상남도 거창군 진전면 양촌리 (현 경상남도 창원시 마산합포구 진전면) 에 초계 변씨 집성촌을 이루어 생활하였다. 영남의 몰락한 양반 가문으로 지내던 중, 변재일의 부친은 일제강점기 말기에 일본제국으로 도일하였다. 이후 변재일은 일본 나고야시에서 1940년에 출생하였다. 변재일 가족은 나고야에서 미군의 공습으로 죽을 고비를 몇차례 넘기고 광복을 맞이하게 되었다 (이후 변재일은 한국전쟁당시 거창군에서 있었던 낙동강방어선전투와, 후에 참전한 월남전에서도 몇차례 죽을 고비를 넘기게 된다). 변재일 가족은 광복후 일본의 모든 재산을 남겨두고 한국으로 귀국하여, 초계 변씨 집성촌인 경상남도 양촌리에 다시 정착하였다. 전 재산을 일본에 남겨 놓았기에, 변재일은 동년배와 비교해서도 매우 가난한 어린 시절을 보내었다.
이후 1953년 양촌초등학교, 1956년 진해중학교를 수석으로 졸업하였다. 수석 졸업했음에도 고등학교에 진학할 돈이 없어서, 무려 일주일간 가난을 탓하며 집에 누워만 있었다. 이때 한 은사님께서 대신 등록금을 내주셔서 고등학교를 입학하게 되었다 (이에 변재일은 평생동안 은사님께 감사하며 크게 보답하였다). 진해고등학교에서도 매우 가난한 환경에서도 학업에 매진하여 1959년 수석으로 졸업하였다. 이후 대한민국의 수재들이 모이는 서울대학교 법과대학에 입학하여, 4학년 재학중이던 1962년에 고등고시 사법과 15회 (고시 15회)에 합격하였다. 대학 재학중에도 가난은 계속 이어져서, 고등고시 사법과 준비중에는 시간과 돈을 아끼기 위해서 체육관에서 잠을 자며 도서관을 오가는 면학을 했었다. 그후 1963년에 서울대학교 법과대학을 졸업하였다. 이러한 내력에 검찰동료인 송종의 법제처장은 양촌시골에서 서울대법대를 나와 사법고등고시에 재학중 합격하고, 검찰고위관리인 고검장까지 한 것은 "낙타가 바늘구멍을 통과하는 것보다 어렵다"고 하였다. 소위 "흙수저"로 개천에서 용이 난 자수성가 및 인생역전을 이룬 것에 직장 동료가 인정을 해 준것이다. 후에 자수성가한 후에도 어렸을 때의 가난과 배고픔을 항상 잃지 않고, 어려울 때마다 자신을 채찍질하는 스스로의 반면교사(反面敎師)로 삼았으며, 덕을 좋아하여 즐겨 행하는 유호덕(攸好德) 보관됨 2019-02-04 - 웨이백 머신을 평생의 신조로 생활하였다.
1964년 검사에 임용되자 마자, 국가의 부름에 응하여 1965년 월남전에 참전하였다. 해병대 청룡부대의 군법무관으로 격전지인 DMZ근처 다낭에 배치되었다. 이 때 베트콩이 설치한 지뢰가 바로 앞에 터져서 죽을 고비를 넘긴 적도 있었다. 검사에 임용된 22년만인 1986년 검찰의 꽃인 검사장에 올라, 제주지검장, 법무부 보호국장, 마산지검장(현 창원지검), 수원지검장, 대검 공안부장을 역임하였고, 1993년에 고검장으로 승진으로 부산고검장을 역임하였다. 제12대 대검 공안부장 재직시, 검찰이 중립내각 하에서의 역사적인 1992년 대통령 선거를 민주적으로 치르도록 검찰력을 행사하였다. 이때 공안통은 아니나 부하 직원들의 의견을 충분히 들어주는 합리적인 스타일과 결코 무리수를 두지 않는 것이 최대의 장점으로 꼽혔다. 대검찰청 공안부장은 검찰 내 최고 요직인 이른바 빅4 (서울중앙지검장, 법무부 검찰국장, 대검찰청 반부패부장/중수부장, 대검찰청 공안부장)중 하나이다. 1993년 고등검찰청 검사장으로 승진하여, 제4대 부산고등검찰청 검사장으로 부임하여 고향인 경남남도에 금의환향(錦衣還鄕)하였다. 부산고검장 부임후 얼마 지나지 않아, 후배들에게 자리를 터주기 위하여 1993년 대한민국사회의 격변기에 용퇴하였다. 주위 검사 및 상사로부터 기억력이 비상하고 일처리가 칼같이 깔끔하여, "컴퓨터"라는 별명으로 불리었다.
93년 개인 변호사 개업한 이후, 1995년 노태우 전 대통령의 역사적 공판시 금진호 의원의 변호를 하였다. 이후 2018년까지 여의도합동법률사무소의 대표변호사로 왕성한 활동을 하였다. 토마스 아퀴나스라는 세례명을 가진 천주교 신자로, 중학교때부터 성당에서 다양한 봉사를 하였다. 취미생활로는 바둑이 아마추어 5단으로, 프로기사와 대국을 둘 정도로 수준급이었다. 46세가 되어서 처음 배운 골프는 평생 건강의 반려운동이였으며, 마지막까지 싱글핸디의 골퍼로서 홀인원을 3번이나 하였다. 진주 강씨 강계숙(姜桂淑)씨와 슬하(膝下)에 2남이 있으며, 손주가 3명(손자 1명, 손녀 2명)이 있다. 2020년 9월 노환으로 선종하셨다. 

## 경력
- 1959년 ~ 1963년 서울대학교 법과대학 학사 (재학중 1962년 고등고시15회 사법과 합격)
- 1963년 ~ 1964년 서울대학교 사법 대학원[깨진 링크(과거 내용 찾기)] 수료
- 1964년 ~ 1967년 해군법무관 (월남전 참전, 대위 제대)
- 1968년 ~ 1969년 대구지방검찰청 검사
- 1969년 ~ 1978년 서울지방검찰청 검사
- 1978년 ~ 1980년 부산지방검찰청 검사
- 1980년 ~ 1982년 대전지방검찰청 부장검사
- 1982년 ~ 1983년 서울지방검찰청 부장검사
- 1983년 ~ 1985년 부산지방검찰청 차장검사
- 1985년 ~ 1986년 서울지방검찰청 차장검사
- 1986년 ~ 1987년 제주지방검찰청 검사장
- 1987년 ~ 1989년 법무부 보호국장(검사장)
- 1989년 ~ 1990년 마산지방검찰청 (현 창원지검) 검사장
- 1990년 ~ 1992년 수원지방검찰청 검사장
- 1992년 ~ 1993년 대검찰청 공안부장(검사장)
- 1993년 ~ 1993년 부산고등검찰청 검사장(고검장)
- 1993년 ~ 2018년 변호사 변재일법률사무소, 대표변호사 여의도합동법률사무소

## 기타
- 23대 한국관광공사사장을 지낸 변추석의 숙부(叔父)이다.
- 빙부(聘父)님이 일본 사립대 명문이자 마라토너 손기정이 나온 메이지대학에서 법학을 공부한 (고)강재권(姜在権) 대검찰청 사무국장이다.
- 서울대 법대 59학번 동기로는 죽마고우(竹馬故友)인 나정욱변호사, 법제처장을 지낸 황길수[깨진 링크(과거 내용 찾기)]변호사, 세종의 공동대표였던 최승민변호사등이 있다.